# Félix Bédouret
Félix Bédouret (Genebra, 1897 - 30 de junho de 1955) foi um futebolista suíço, medalhista olímpico.
Félix Bédouret  competiu nos Jogos Olímpicos de 1924, ele ganhou a medalha de prata como membro da Seleção Suíça.

## Ligações Externas
- Perfil em Footbaldatabase